# Sérgio de Radonege
Sérgio de Radonege (em russo:  Се́ргий Ра́донежский, transl. Sérgi Rádonejski) (c. 1314 - 1392), também Sergei Radonejski foi um ancião ortodoxo, e o reformador monástico mais importante da Rússia medieval.
Nasceu em Rostóvia em 1314 de família nobre e poderosa. Aos 22 anos se retirou num eremitério afastado, acompanhado de muitos discípulos. Trabalhou em missões diplomáticas para o Príncipe Dmitry Danskoi (Demétrio da Rússia. É, junto com São Serafin de Sarov, um dos santos mais venerados da Igreja Ortodoxa Russa. É um dos Patronos da Rússia, sendo também santo da Igreja Católica.
Morreu em 25 de setembro de 1392 e suas relíquias estão na lavra por ele erigida na Catedral da Santíssima Trindade, em Serguiev Possad, perto de Moscou. O 25 de setembro passou a ser sua data.

## Imagens

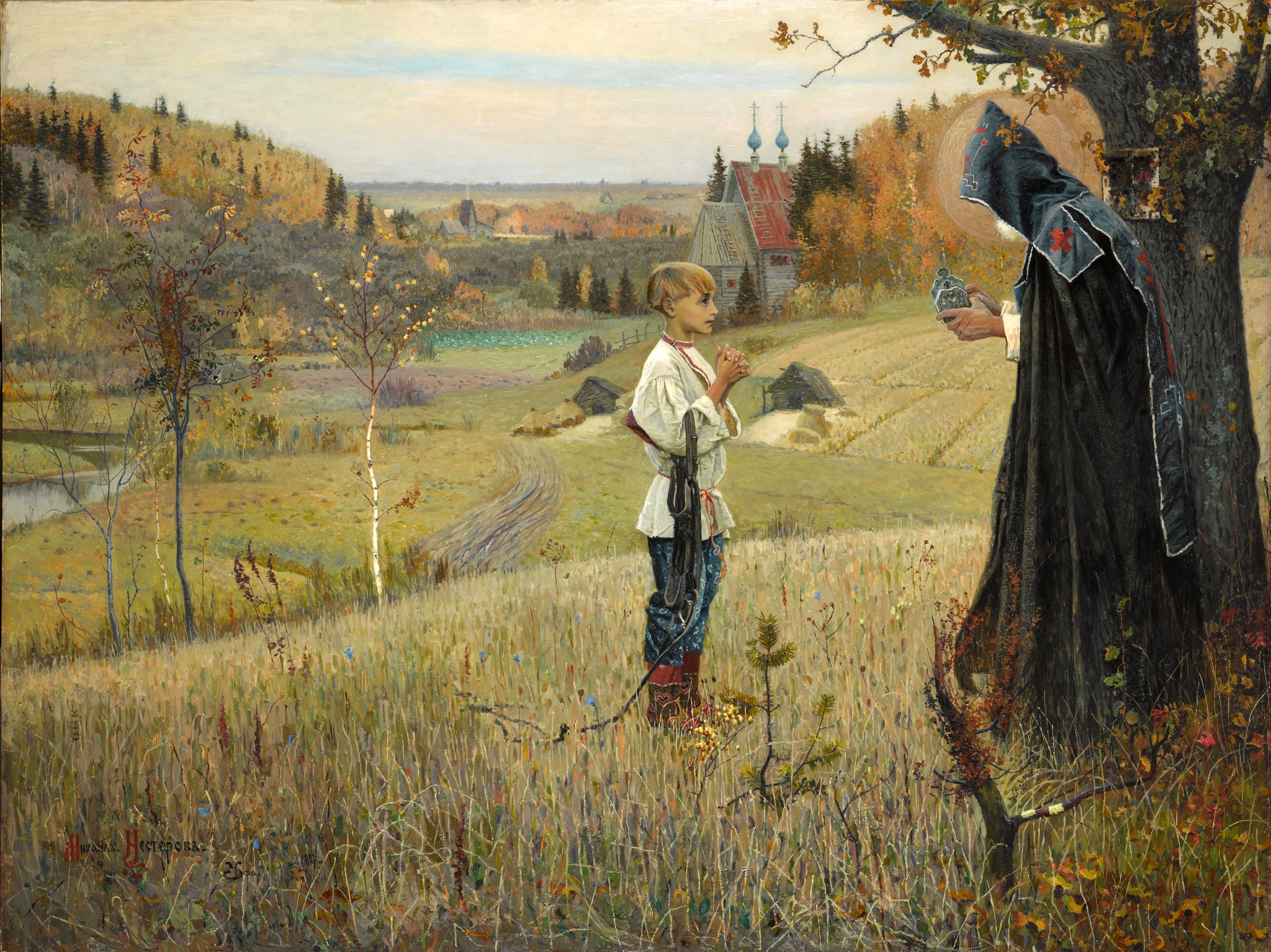
Visão ao jovem Bartolomeu, por Mikhail Nesterov (1890).
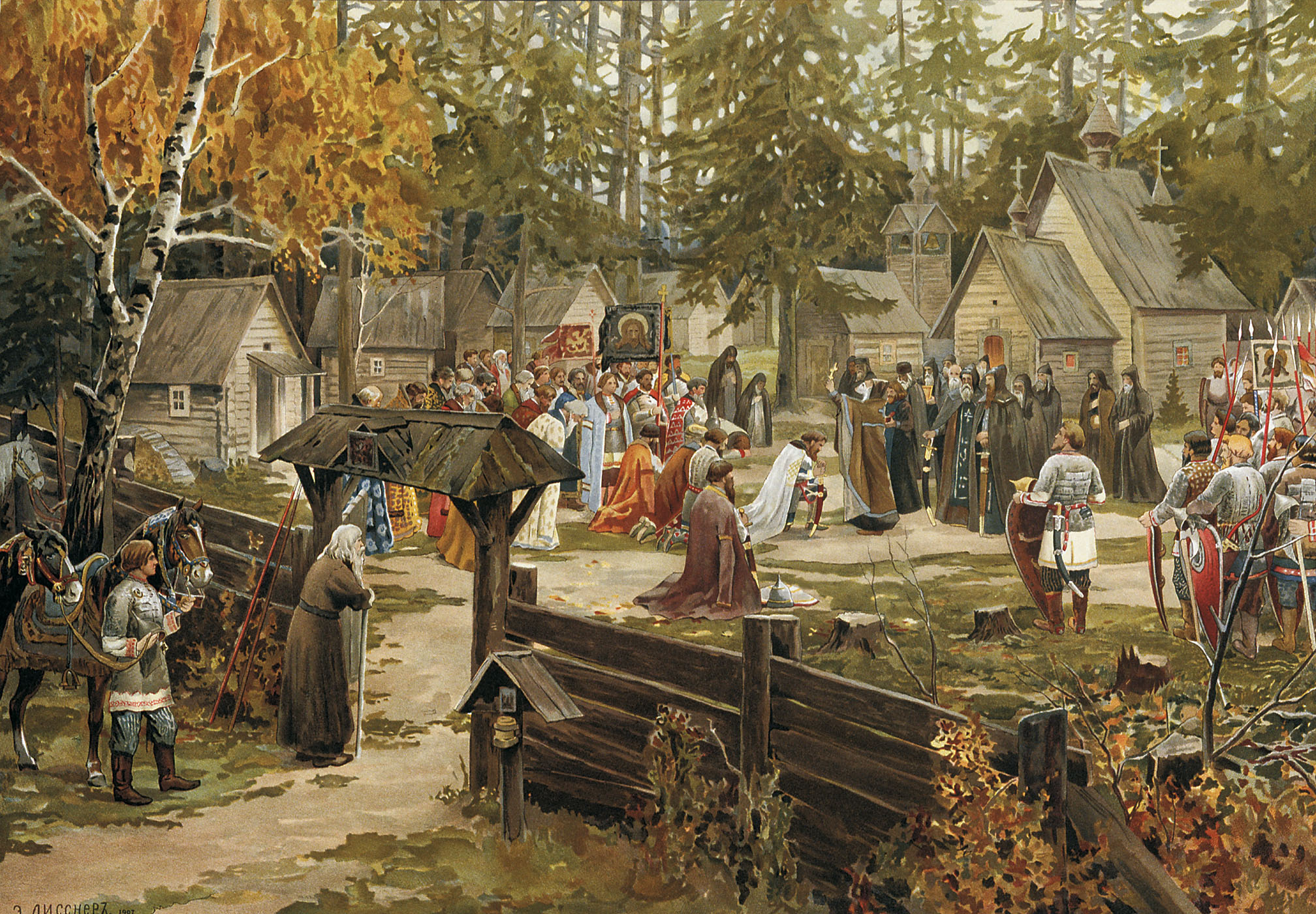
São Sérgio abençoando Demétrio da Rússia antes da Batalha de Kulikovo.
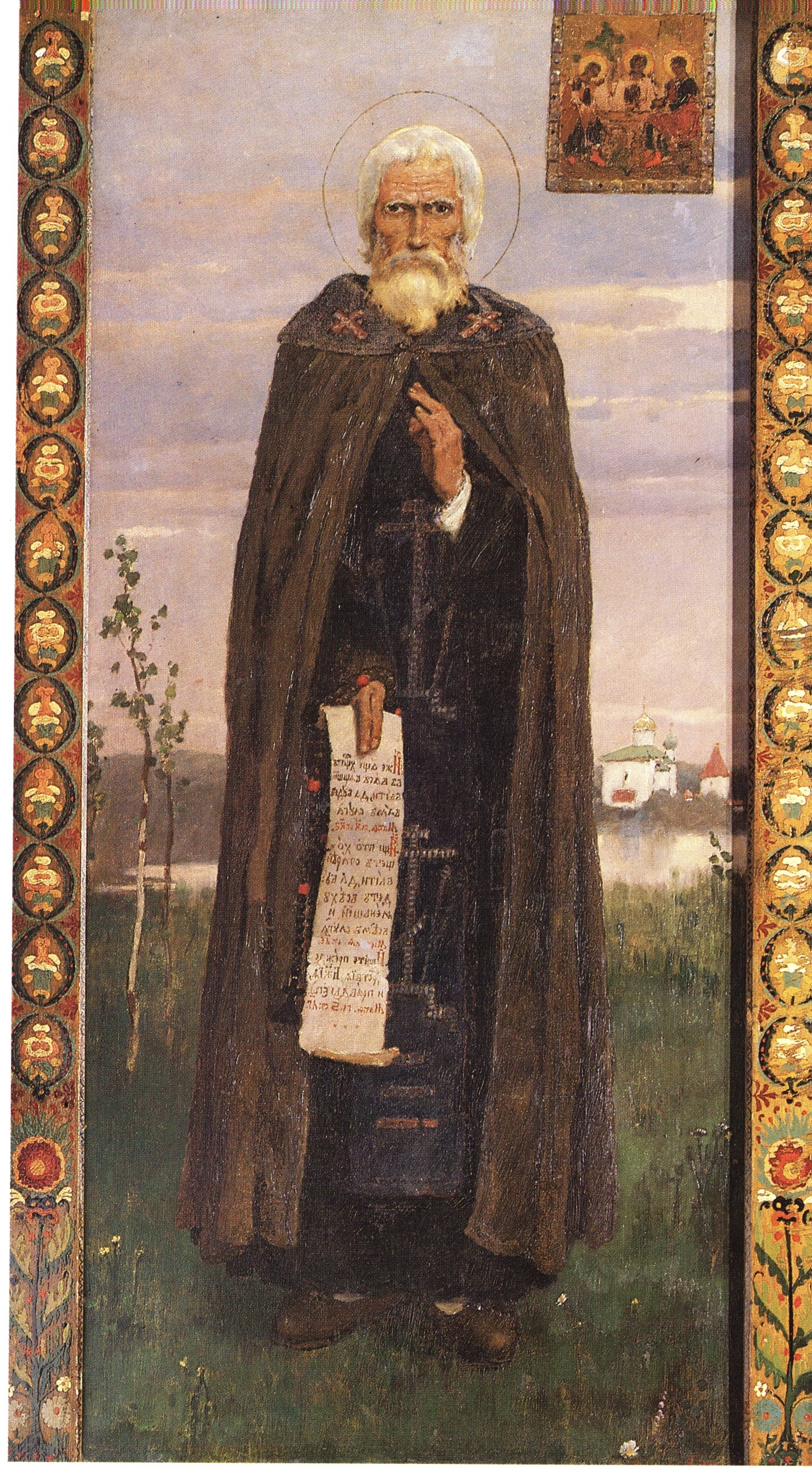
São Sérgio de Radonege